# Pise
Pour les articles homonymes, voir Pise (homonymie).
Pise (en italien Pisa) est une ville italienne d'environ 90 000 habitants, chef-lieu de la province de même nom en Toscane, sur le fleuve Arno.
Ville portuaire importante dès l'Antiquité préromaine, Pise constitua au Moyen Âge une cité-État, la république de Pise, qui fut l'une des plus puissantes républiques maritimes d'Italie du XIe au XIIIe siècle avant de perdre du terrain face à Gênes puis d'être absorbée par la république de Florence. Elle conserve après cela un certain rayonnement culturel.
Elle est célèbre dans le monde principalement pour la tour penchée construite à côté de sa cathédrale.

## Situation
Pise est située sur les rives de l'Arno et sur la via Aurelia, à environ 10 kilomètres à l'est des côtes de la mer de Ligurie, qui baigne le territoire communal. Florence se trouve à 60 km à l'est.
|          | San Giuliano Terme |               |
|          | Pise               | Cascina       |
| Livourne |                    | Collesalvetti |

## Histoire

### Antiquité
Les origines de Pise sont mal connues. La cité était située à la confluence de l'Arno et de l'Auser (maintenant disparu). On a proposé que la ville ait été fondée par les Pélasges, les Grecs, les Étrusques ou les Ligures. Néanmoins, des vestiges archéologiques, datant du Ve siècle av. J.-C. attestent la présence d'une ville le long de la mer ligure, qui faisait du commerce avec les Gaulois et les Grecs. Une nécropole étrusque a été découverte durant les fouilles de l'Arena Garibaldi (it) en 1991.
Les auteurs de la Rome antique parlent aussi de Pise comme étant une ancienne cité. Servius a écrit que la ville aurait été fondée au XIIIe siècle av. J.-C., par Pelops, le roi des Pisans. Strabon attribuait la fondation de Pise au héros Nestor, roi de Pylos, à la suite de la chute de Troie. Quant à Virgile, dans son Énéide, il écrit que Pise était déjà, à l'époque, un centre important.
Le rôle maritime de Pise doit avoir été considérable, puisque les autorités de l'antiquité attribuaient à Pise l'invention des éperons. La ville devait bénéficier de l'absence de port sur la côte ligure, entre Gênes, alors une bourgade, et Ostie, le port de Rome. Pise servait de base navale, d'où partaient les flottes qui devaient combattre les Ligures, les Gaulois ou les Carthaginois.
En -193 environ 40 000 pirates attaquent et pillent la ville .
En 180 av. J.-C., Pise se voit attribuer le statut de colonie de droit romain, sous le nom de Portus Pisanus. En 89 av. J.-C., on lui attribue le statut de municipe. L'empereur Auguste fortifia la colonie et en fit un port important, sous le nom de Colonia Iulia obsequens. À partir de 313, la présence d'un évêque à Pise est attestée.

### Au Moyen Âge
Durant les derniers siècles de l'Empire romain, Pise ne connaît pas le déclin des autres villes d'Italie, grâce à sa position le long de cours d'eau et à ses possibilités défensives. Au VIIe siècle, Pise aide le pape Grégoire Ier en lui fournissant de nombreux vaisseaux dans sa lutte contre les Byzantins de Ravenne. Pise est le seul centre Byzantin de Ravenne à rentrer sans combats dans le giron lombard, par une assimilation avec la région environnante où les Pisans sont portés par leurs intérêts commerciaux. Pise commence alors son ascension vers la place de premier port du nord de la mer Tyrrhénienne, en concentrant le commerce entre la Toscane et la Corse, la Sardaigne et les côtes de l'Espagne et du sud de la France.
À la suite de la victoire de Charlemagne sur les Lombards, sous le commandement de Didier en 774, Pise entre dans une courte crise. Elle devient, sur le plan politique, une partie du duché de Lucques. En 930, Pise devient le centre du comté, ce qu'elle reste jusqu'à l'arrivée d'Otton Ier, au sein de la marche de Tuscie. Si Lucques en est la capitale, Pise en est la plus importante ville, comme en témoigne, au milieu du Xe siècle, Liutprand de Crémone, évêque de Crémone, qui appelle Pise Tusciae provinciae caput (capitale de la province de Tuscie). D'ailleurs, un siècle plus tard, on appelle le marquis de Tuscie, « marquis de Pise ».
Du point de vue naval, la pression exercée par les pirates sarrasins à partir du IXe siècle force la ville à se doter d'une importante flotte, qui va servir l'expansion de la cité. Dès 828, les Pisans attaquent la côte d'Afrique du Nord en réponse aux pirates sarrasins. En 871, ils participent à la défense de Salerne contre les Sarrasins. En 970, ils apportent leur appui à Othon Ier pour vaincre la flotte byzantine en face des côtes de Calabre.

### XIesiècle

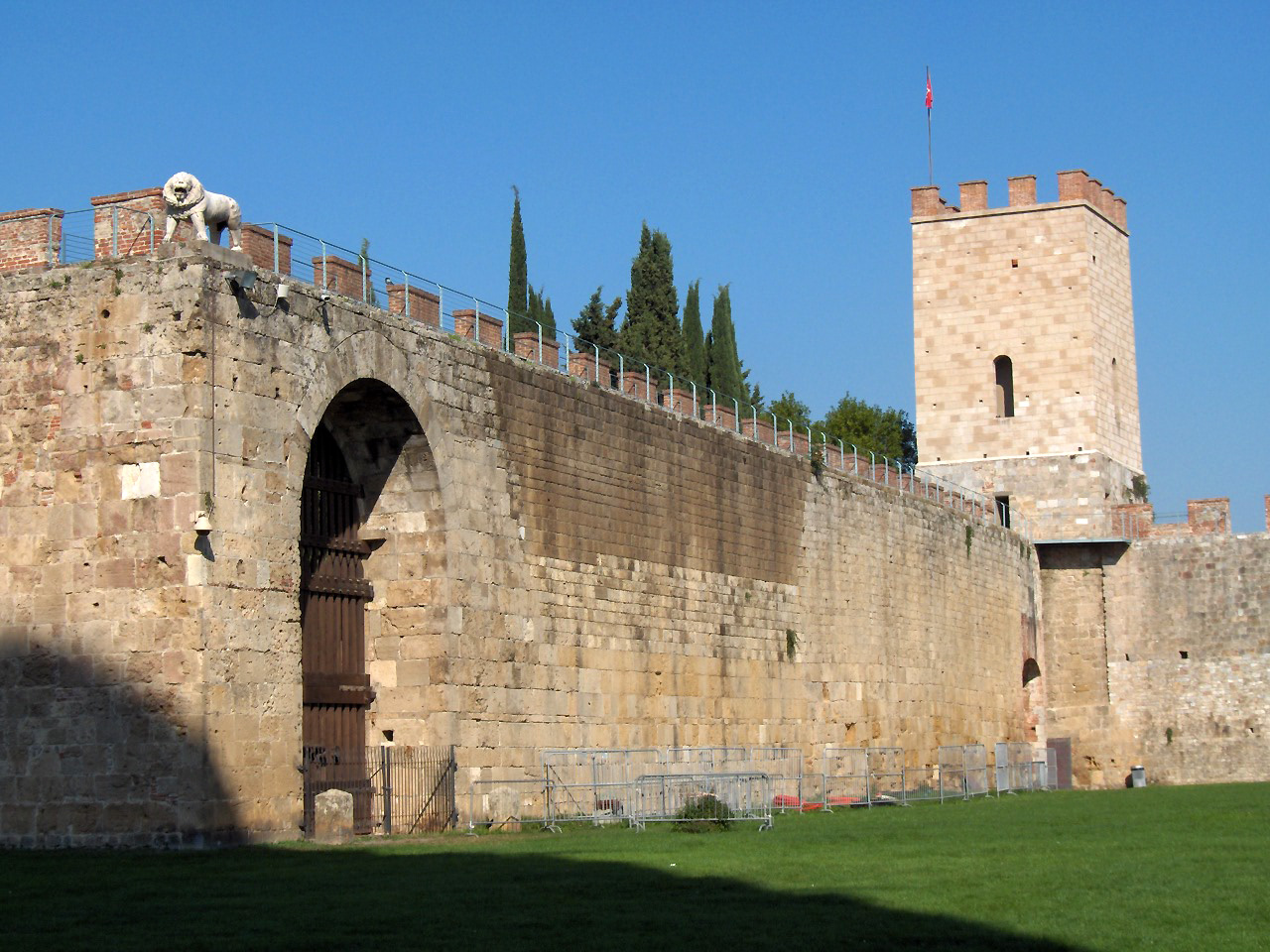
Les mura di Pisa, fortifications de la ville.

#### Expansion maritime
La puissance maritime de Pise s'accroît et atteint son apogée au XIe siècle, période dont date la réputation d'être l'une des quatre républiques maritimes d'Italie.
À la même époque, Pise devient un centre commercial primordial et contrôle une grande partie de la marine marchande et de guerre de la Méditerranée. Ceci lui permet de s'étendre et de piller en 1005 Reggio de Calabre. Elle lutte aussi continuellement contre les pirates sarrasins, qui ont leurs bases en Corse et en Sardaigne. En 1017, avec l'aide de Gênes, la cité capture la Sardaigne, ce qui lui donne le contrôle de la mer Tyrrhénienne, d'autant plus que les Pisans chassent rapidement les Génois de Sardaigne (ce qui devait faire naître la rivalité des deux républiques). Entre 1030 et 1035, Pise défait successivement de nombreuses villes siciliennes et conquiert Carthage (puis Mahdia en 1088). En 1051-1052, l'amiral Jacopo Ciurini envahit la Corse, accentuant la rivalité avec Gênes. En 1063 a lieu le sac de Palerme, sous la direction de l'amiral Giovanni Orlando et du roi normand de Sicile, Roger Ier. C'est ce pillage de la ville sarrasine qui permet le début de la construction de la cathédrale et les autres monuments du fameux champ des miracles (Campo dei Miracoli) qui deviendra ensuite la Piazza del Duomo.
En 1060, Pise bat Gênes et consolide ainsi sa suprématie en Méditerranée.

#### Autonomie politique
Cette expansion en Méditerranée permet à Pise de rayonner diplomatiquement et de se voir reconnaître l'autonomie politique. En effet, en 1077, le pape Grégoire VII reconnaît les « Lois et coutumes de la mer » créées par les Pisans. Plus important encore, l'empereur Henri IV avalise l'indépendance politique de la ville en l'autorisant en 1081 à nommer ses propres consuls et un conseil des anciens, puisque, de toute façon, le marquis avait perdu toute prérogative politique. En 1092, le pape Urbain II reconnaît à Pise la suprématie sur la Corse et la Sardaigne et promeut la ville au rang d'archevêché.
La puissance maritime de Pise est alors telle que les souverains d'Europe font appel à elle. Il s'agit, en 1092 du roi de Castille Alphonse VI, qui voulait chasser le Cid du royaume de Valence. De même, Pise participe à la première croisade en fournissant plus de 120 navires, chiffre gigantesque pour l'époque. Avant d'arriver à Jérusalem, les Pisans, sous la conduite de leur archevêque Daimbert, ne manquent d'ailleurs pas l'occasion de piller des îles byzantines.

#### Empire commercial
Pise et les autres républiques maritimes tirent parti de la croisade en se constituant un réseau de postes commerciaux le long des côtes syriennes, libanaises, et palestiniennes. Les Pisans fondent en particulier des colonies de marchands à Antioche, Acre, Jaffa, Tripoli, Tyr, ou Lattaquié. Ils détiennent aussi des terrains à Jérusalem et à Césarée et de petites colonies (moins autonomes) au Caire et à Alexandrie. À Constantinople, Alexis Comnène leur accorde des droits commerciaux. Les affaires y sont tellement prospères que le quartier pisan, situé dans la partie est de Constantinople comporte plus de 1 000 individus au XIIe siècle. Dans toutes ces villes, les Pisans sont exemptés de taxes mais doivent fournir de l'aide en cas d'attaque ennemie.
À cette époque, Pise est l'allié le plus précieux des Byzantins, et leur partenaire commercial principal, devant Venise.

### XIIesiècle

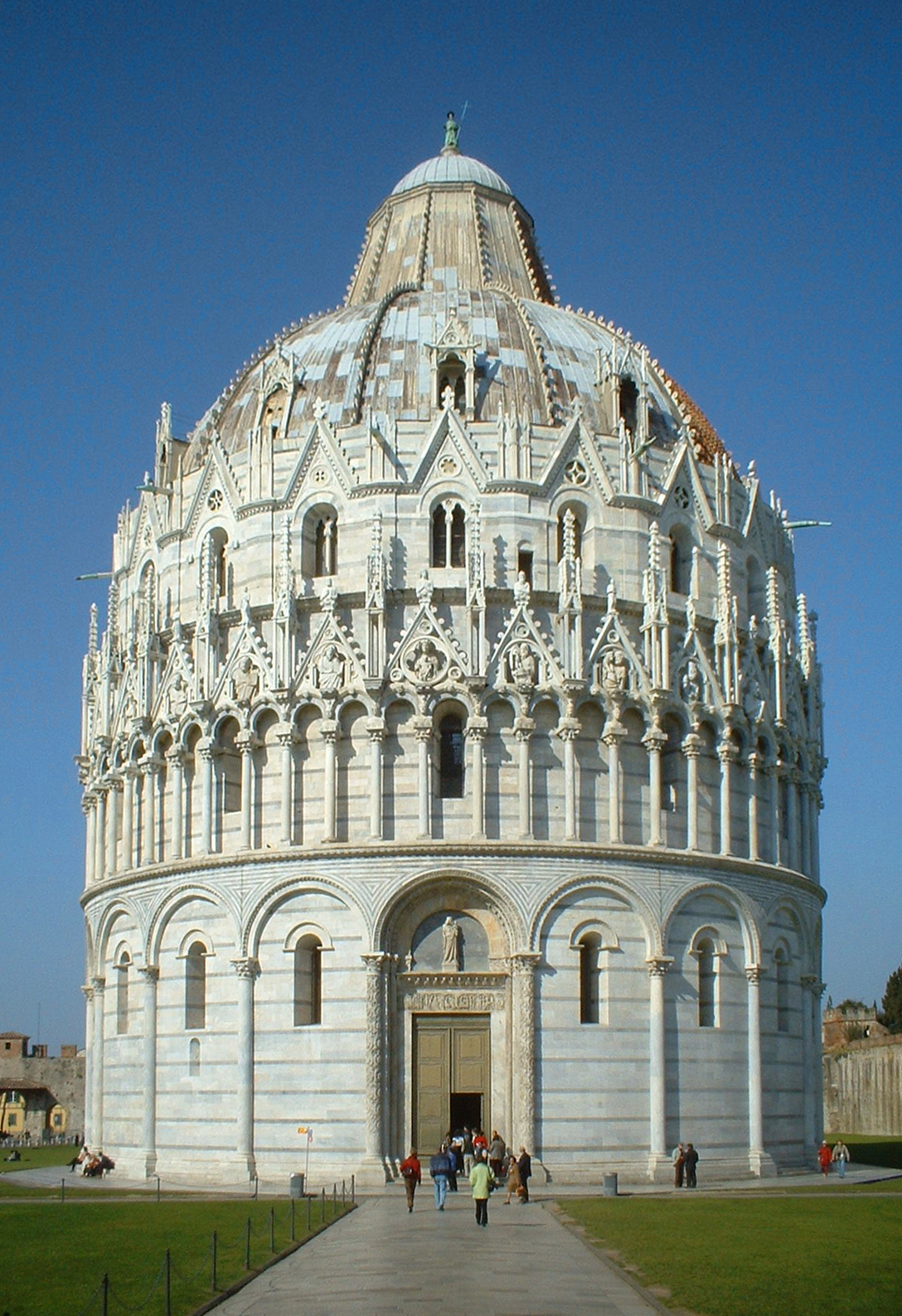
Le Baptistère de la cathédrale.

#### Conquêtes, pillages, apogée
Du fait de sa puissance économique et navale, Pise est sollicitée en 1113 quand le pape Pascal III décide de mener une expédition contre les Maures des îles Baléares. D'autres troupes, comme celles du comte de Barcelone ou celles venant de Provence et d'Italie (à l'exception de Gênes) leur sont alliées. Cette attaque aboutit à la capture du roi et de la reine de Majorque, qui sont capturés et emmenés en Toscane. Même si les Almoravides reconquièrent l'île peu après, le butin réalisé par les Pisans à cette occasion leur facilite la réalisation de leur programme monumental, à savoir, le Campo dei Miracoli. Pise s'affirme comme une force majeure de la Méditerranée occidentale.
Dans les années qui suivent, la puissante flotte pisane parvient à chasser les Sarrasins après des combats acharnés. Malgré la dureté des combats, ce succès de Pise en Espagne accentue la rivalité de la cité avec Gênes. Ceci se double d'une rivalité commerciale, puisque le grand commerce de Pise, avec le Languedoc, la Provence, Savone, Fréjus et Montpellier gène les intérêts commerciaux de sa rivale dans des villes comme Hyères, Fos, Antibes et Marseille. La guerre éclate en 1119 quand les Génois attaquent des galères de retour à Pise et dure jusqu'à 1133. Le combat est à la fois naval et terrestre mais prend plus la forme de raids et de piraterie que d'une bataille rangée. Innocent II résout la crise en délimitant les sphères d'influence respectives de Gênes et de Pise, ce qui permet à Pise d'aider Innocent II dans son conflit contre le roi de Sicile Roger II.
Ceci se concrétise par la prise d'Amalfi, l'une des républiques maritimes, le 6 août 1136. Les Pisans détruisent les navires d'Amalfi, attaquent les châteaux des environs et repoussent une armée envoyée par Roger II. Pise est alors à l'apogée de son pouvoir. Deux ans plus tard, ses soldats mettent Salerne à sac.

#### Dans l'orbite gibeline
Dans les années qui suivent, Pise est l'un des piliers du parti gibelin, pour la plus grande joie de Frédéric Ier, qui accorde ainsi deux actes importants, l'un en 1162 et l'autre en 1165. Ceux-ci garantissent qu'en dehors du contrôle du contado pisan, la cité a le privilège de commercer librement avec l'empire entier et qu'elle acquiert la côte de Civitavecchia à Portovenere, la moitié de Palerme, Messine, Salerne et Naples, Gaète, Mazzarri et Trapani ainsi qu'une rue dans toutes les villes du royaume de Sicile. Certains de ces privilèges sont plus tard confirmés par Henri VI, Otton IV et Frédéric II. Ceci marque l'apogée de Pise mais entraine aussi des ressentiments de la part des cités voisines, qui se voient interdire toute velléité à une expansion maritime (notamment Lucques, Massa, Volterra et Florence) mais aussi de la part de Gênes. La rivalité avec Lucques concernait aussi le château de Montignoso et le contrôle de la via Francigena, principale route commerciale entre la France et Rome.
Gênes avait acquis une position dominante sur les marchés du sud de la France. La guerre entre Pise et Gênes commença certainement en 1165 sur le Rhône quand l'attaque d'un convoi pisan (peut-être destiné à la Provence, alliée de Pise) par les Génois et le comte de Toulouse leur allié, échoua. La guerre se prolongea jusqu'en 1175 sans victoire décisive. Le conflit portait aussi sur la Sicile où les deux cités avaient des privilèges garantis par Henri VI. En 1192, Pise conquiert Messine, mais Gênes s'empare de Syracuse en 1204. Les comptoirs de Pise en Sicile lui furent alors retirés par Innocent III, qui avait pourtant levé l'excommunication prononcé par Célestin III. En effet, le pape était entré dans la ligue guelfe de Toscane, dirigée par Florence. Il signa aussi un pacte avec Gênes, qui devait mettre à mal la présence de Pise en Italie du Sud.

#### Rivalité avec Venise
Pour contrer la prééminence génoise dans le sud de la mer Tyrrhénienne, Pise renforce ses relations commerciales avec ses alliés traditionnels en Espagne et en France (Marseille, Narbonne, Barcelone, etc.) et s'immisce dans les affaires dans la mer Adriatique, chasse gardée de Venise. En 1180, les deux cités avaient conclu un pacte de non-agression, mais la mort de Manuel Ier Comnène à Constantinople changea la donne. Pise mena alors des attaques contre les convois vénitiens et signa des pactes d'alliance avec Ancône, Pula, Zadar, Split et Brindisi. En 1195, une flotte pisane défend Pola contre Venise mais la sérénissime reconquit rapidement la ville rebelle.
Un an après, les deux cités signent un traité de paix avec des conditions favorables pour Pise. Mais en 1199, celui-ci est rompu à l'initiative des Pisans, qui instaurèrent un blocus devant le port de Brindisi en Pouilles. Venise remporta la victoire et imposa à Pise un traité où elle renonçait à toutes ses ambitions expansionnistes dans l'Adriatique, malgré les comptoirs qu'elle avait établis dans la zone. À partir de ce moment, les deux cités furent alliées contre la montée en puissance de Gênes et collaborèrent parfois pour augmenter les bénéfices commerciaux réalisés à Constantinople.

### XIIIesiècle

#### Flux et reflux militaire
En 1209 et 1217 se tiennent deux conseils à Lerici pour mettre fin à la rivalité avec Gênes, qui débouchent sur la signature d'un traité de paix pour vingt ans. Mais l'hostilité de Gênes envers Pise est ravivée en 1220 quand l'empereur Frédéric II confirme la suprématie de Pise sur la côte tyrrhénienne (depuis Civitavecchia jusqu'à Portovenere). Cette initiative impériale renforce aussi la méfiance des Toscans envers Pise. Dans les années suivantes, Pise combat Lucques à Garfagnana et est battue par les Florentins à Castel del Bosco de Montopoli in Val d'Arno.
De même, la position gibeline de la ville, dans un contexte d'affrontement entre le pape et l'empereur, amène le pape à tenter de priver Pise de ses possessions du Nord de la Sardaigne. Plus généralement, Pise se trouve prise dans ce conflit. C'est le cas lorsqu'en 1238 Grégoire IX organise une alliance entre Gênes et Venise contre l'empire, et donc contre Pise. Une étape importante du combat a lieu en 1241, lorsqu'une flotte pisane et sicilienne, dirigée par le fils de l'empereur, Enzio attaque un convoi génois transportant des prélats de France et du nord de l'Italie en direction de Rome où le pape devait tenir un concile anti-Empire. Le coup de main se passe en face de l'ile de Giglio, en face de la Toscane et permet de prendre 25 navires génois, des milliers de marins, deux cardinaux et un évêque. Ceci empêche la réunion du concile mais entraine l'excommunication de Pise (mesure levée en 1257). Pise en profite pour tenter de prendre Aléria en Corse et pour mettre le siège devant Gênes elle-même en 1243, sans succès. La république de Gênes s'en remet vite et reprend Lerici, perdue quelques années plus tôt, en 1256.

#### Situation démographique et économique
L'apogée de Pise se marque par l'évolution démographique de la ville. Pise compte en 1228 (date pour laquelle l'on dispose d'une liste de Pisans jurant un traité de paix) environ 15 000 habitants. La bataille de la Meloria en 1284 permet aux troupes de la république de Gênes de faire prisonniers 9 000 pisans. Ce chiffre permet d'estimer la population de la ville à cette époque à environ 40 000 personnes. Cette bataille perdue marque le coup d'arrêt de l'expansion démographique pisane.
Pise tire au Moyen Âge l'essentiel de ses ressources du commerce maritime. La ville contrôle également les mines de fer et d'argent de l'île d'Elbe et de Sardaigne. De ce fait, Pise parvient à se constituer très tôt une importante flotte de guerre. Mais le XIIIe siècle constitue un changement majeur dans les sources de financement de la commune. Le commerce maritime décroît au profit de Venise et de Gênes. Se développe néanmoins une industrie textile, mais elle ne parviendra jamais à concurrencer celle de Florence. Cette phase de déclin économique marque également un déclin politique et culturel. Les grands édifices de Pise datent des XIe siècle et XIIe siècle.

#### La prise du pouvoir par le Popolo
La naissance du Popolo à Pise est tardive. En effet, les secteurs que l'on pourrait qualifier d'industriels, comme le textile, n'y apparaissent que tardivement. D'autre part, le commerce maritime favorise le maintien au pouvoir de l'aristocratie (il faut des fonds importants pour armer un navire). C'est donc seulement en 1222 que le Popolo apparait pour la première fois dans les sources pisanes. En 1237 sont mentionnés les statuts du Popolo et des Anciens. Enfin, c'est pour l'année 1248 qu'est attesté la présence d'un capitaine du peuple à la tête de la commune, à côté du podestat. Il dirige la ville aussi bien sur le plan civil que sur le plan militaire.
Le Popolo est organisé de façon classique, à la fois sur une base territoriale et sur une base professionnelle (les Arts). Ceux-ci apparaissent en effet en 1235-7 et sont au nombre de sept. Les plus importants en termes numériques sont ceux du fer (lié à l'île d'Elbe), du cuir (importé de mer Noire, transformé et revendu) et de la laine (la transformation de la laine). Mais les plus riches citoyens de Pise font partie des Arts majeurs qui sont appelés ordres. Il s'agit de l'ordre des marchands, de l'ordre des consuls de la mer (les armateurs) et de l'ordre des entrepreneurs dans le secteur de la laine. Ce sont ces trois ordres qui dirigent la cité jusqu'au milieu du XIIIe siècle. Puis se forme un régime de Popolo, avec des membres des sept Arts. En effet, en 1254, le Popolo se révolte et impose la mise en place de douze Anciens du Peuple (Anziani del Popolo) pour le représenter dans les institutions communales. De même, est mis en place un nouveau conseil, le conseil du Popolo, formé par des membres des différents Arts qui forment le Popolo, pour supplanter les conseils aristocratiques. Il avait le pouvoir de ratifier les lois de Conseil Majeur et du Sénat.
Mais ceci ne met pas un terme à la rivalité entre les deux familles dominantes, les Della Gherardesca et les Visconti. En 1237, l’archevêque et l'empereur Frédéric II tentent de les réconcilier sans succès.

### Déclin

#### La Méloria, fin de la puissance pisane
Le déclin de Pise est brusque et retentissant puisque l'apogée de la ville se clôt le 6 août 1284 lors de la bataille de la Meloria. La flotte pisane, sous le commandement d'Albertino Morosini, pourtant en supériorité numérique, est battue grâce aux manœuvres ingénieuses de Benedetto Zaccaria, à la tête de la flotte génoise avec Oberto Doria. Cette défaite met fin à la puissance maritime pisane : la flotte est détruite, plus de dix mille marins pisans sont prisonniers et la Sardaigne est perdue. Les pertes humaines devaient à l'avenir empêcher Pise de retrouver son rang en mer Méditerranée. Le commerce continua mais dans des proportions moindres. Le coup de grâce fut porté par le changement du cours de l'Arno au XIVe siècle qui empêcha les navires d'atteindre le port de la ville en remontant le fleuve. Il semble aussi que la zone environnante ait été infestée par la malaria.

#### Une ville du domaine florentin

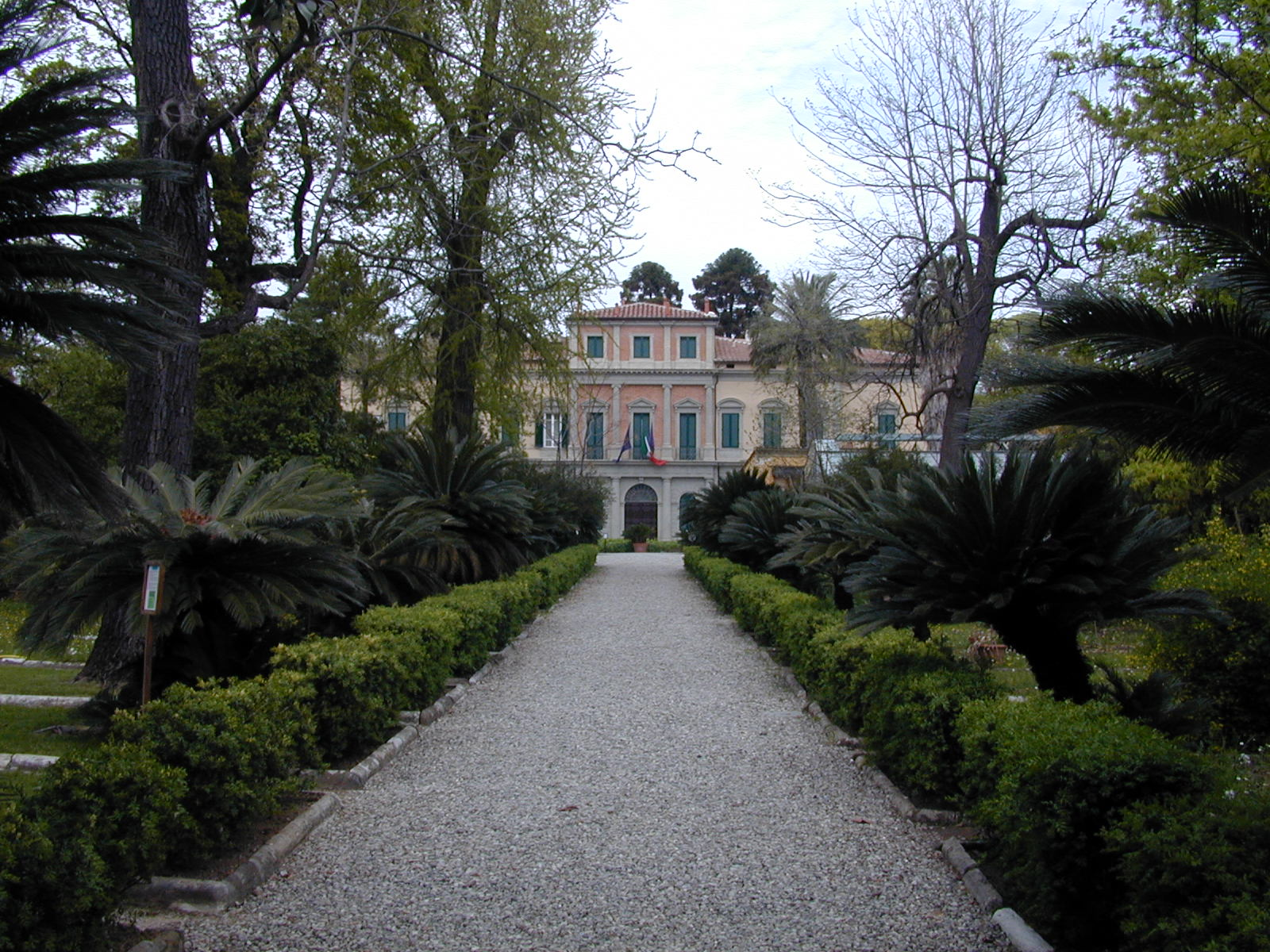
Jardin botanique de l'Université de Pise.

Toujours gibeline, Pise tente de se redresser au XIVe siècle et parvient à battre Florence en 1315 à la bataille de Montecatini. En 1398, Jacopo d'Apiano, qui tient en mains les rênes de la ville, tente de la livrer aux Milanais. La conjuration échoue et les rebelles doivent payer une considérable amende. En 1322, la ville instaure qu'un « O » rouge soit cousu sur les vêtements des juifs. Les luttes internes et la perte de sa puissance commerciale font que Pise ne peut pas résister à Florence en 1406. La ville tombe durablement sous sa domination. Elle devient seulement une ville du domaine (contado) florentin. En 1409, Pise accueille un concile pour tenter de régler la question du grand schisme d'Occident. Au cours du XVe siècle, son accès à la mer se restreint encore à mesure que le port s'envase et est coupé de la mer.
Quand en 1494 Charles VIII envahit l'Italie pour prendre Naples, Pise en profite pour réclamer son indépendance en tant que seconde république de Pise, dans un premier temps sous la protection d'un gouverneur de la citadelle nommé par le roi de France, Robert de Balsac. Le roi de France ne pouvant assurer seul la protection de la ville, les Pisans sollicitent successivement les Vénitiens et les Sforza. Cette nouvelle indépendance ne dure pas longtemps, puisque après quinze années de guerre et de sièges, Pise est reconquise le 8 juin 1509 par Florence. Elle perd son rôle de port principal de la Toscane au profit de Livourne, cité où se réfugient nombre de Juifs d'Espagne. Pise demeure un centre culturel grâce à son  université créée en 1343, mais son déclin reste flagrant comme le montre la démographie : le nombre de ses habitants est resté pratiquement constant depuis le Moyen Âge.
Pise est le lieu de naissance de Galilée. La ville abrite toujours un évêché. Elle est devenue un centre industriel et un nœud ferroviaire important. Elle a souffert de destructions pendant la Seconde Guerre mondiale.

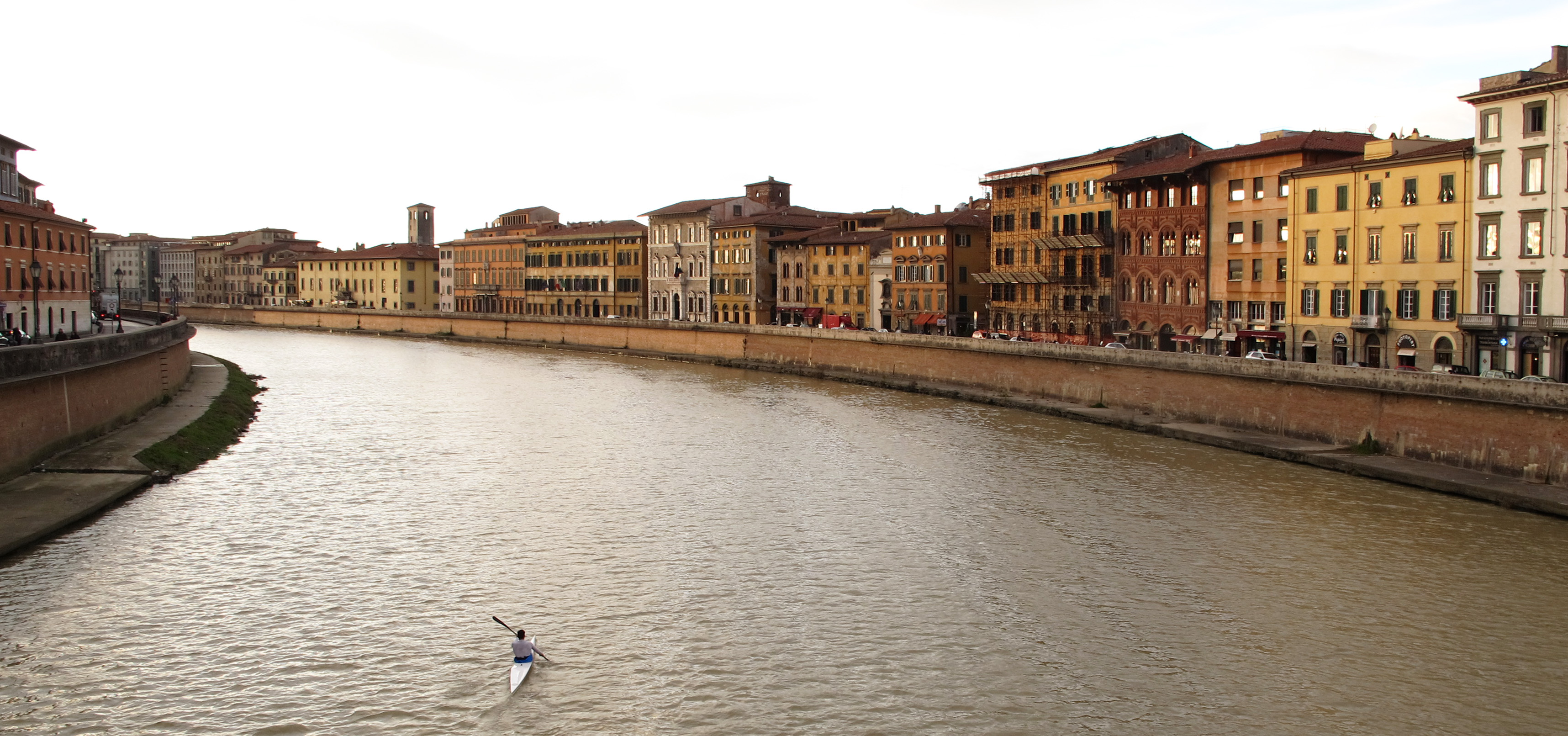
Pise et le fleuve Arno.

## Chronologie
- Début du VIIe siècle, la ville dépend du duché lombard de Lucques.
- 1004 : la ville de Pise est pillée par des pirates arabes.
- 1011 : mise à sac de Pise par les Arabes.
- 1052 : une flotte pisane commandée par l'amiral Jacopo Ciurini et dirigée contre la menace sarrasine pesant sur la Sardaigne aborde la côte corse à Saint-Florent. Prenant acte de la soumission de l'île et après avoir planté leurs étendards, les Pisans reprennent la mer vers la Sardaigne, en emportant les reliques de sainte Réparate.
- 1015 : les Pisans chassent les Arabes de Sardaigne.
- 1063 : début de la construction de la cathédrale de Pise grâce au butin tiré du sac de Palerme la même année, d'où l'inscription sur la façade de la cathédrale qui indique la source de financement.
- 1077 : le pape confie l'administration de la Corse à Pise.
- 1087 : Pise et Gênes battent les Arabes à Mahdia en Tunisie qui libèrent leurs esclaves européens et s'emparent du commerce avec l'émirat Ziride d'Afrique du Nord.
- 1121 : l'empereur byzantin Jean II Comnène accorde des privilèges commerciaux à Pise.
- 1135 : le pape Innocent II préside le concile de Pise.
- 1173 : début la construction du campanile (la Tour de Pise).

Au XIIe et encore au XIIIe siècle, Pise est dominée par les grands lignages, et voit leur affrontement. Les Arts (corporations) y sont inexistants. De ce fait, le peuple (Popolo) ne parvient pas à s'organiser avant le milieu du XIIIe siècle.
- 1284 : la flotte génoise défait Pise, à la bataille de la Meloria, et devient dominante dans la Méditerranée. C'est la fin de l'âge d'or pisan. À cet égard, Pise est en avance par rapport aux autres villes d'Italie centrale : elle connait un apogée plus précoce.
- 1406 : la cité-État de Pise est vaincue par Florence.
- 1408 : concile de Pise.
- 1511 : concile profrançais de Pise, dont l'objectif est de déposer le pape Jules II.

## Monuments et patrimoine

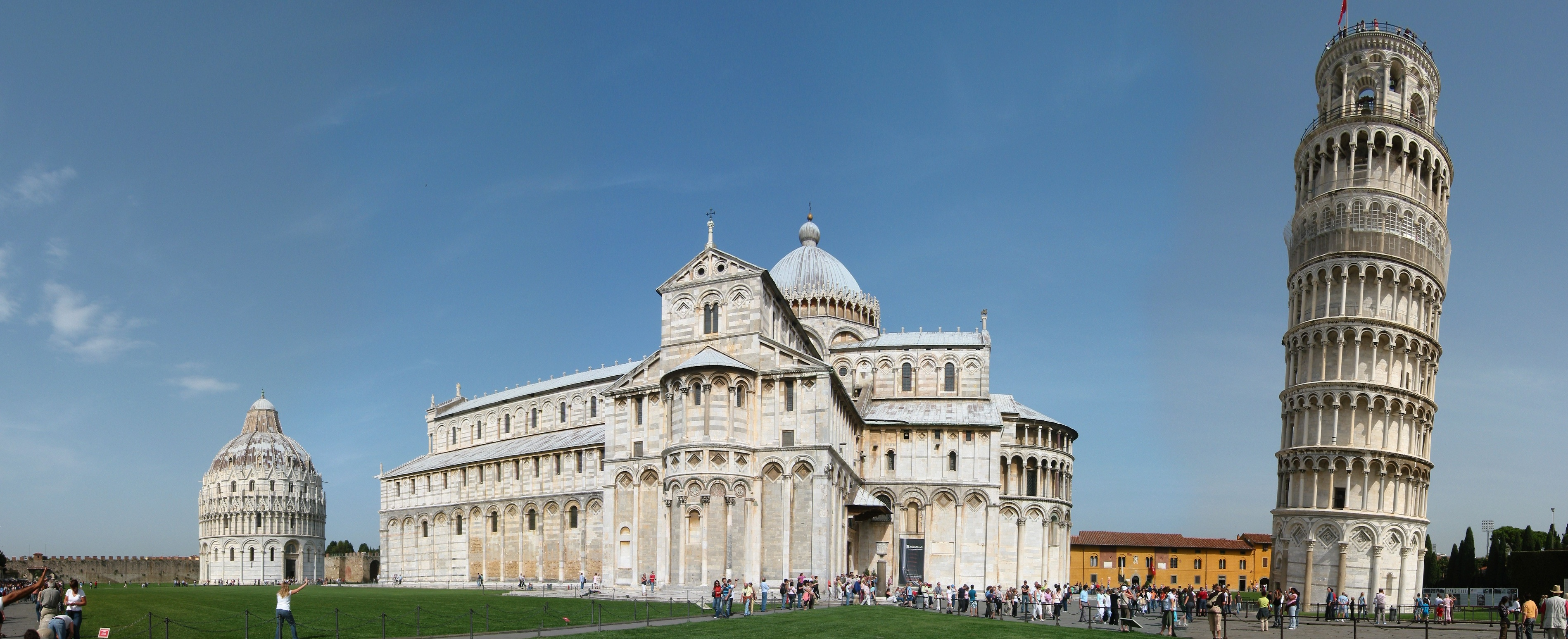
Vue sur le Campo dei Miracoli ou Piazza dei Miracoli devenue la Piazza del Duomo.

### La Piazza dei Miracoli
La Piazza del Duomo est une vaste esplanade, recouverte de pelouses et bordée sur un flanc par des murs médiévaux, qui forme le cœur religieux et monumental de la ville. Elle a été classée au patrimoine mondial de l’UNESCO en 1987. Le surnom de piazza dei Miracoli (place des miracles) lui vient d'un poème de Gabriele D'Annunzio.
On y trouve :
- Le Duomo (la cathédrale de Pise) : commencée en 1064 et achevée au milieu du XIIe siècle, elle est caractéristique du style roman pisan (it). L’extérieur est recouvert de marbre vert et blanc et la façade est remarquable par ses quatre rangées d’arcatures aveugles. L’intérieur est composé d’une nef à cinq vaisseaux. La voûte de l’abside est décorée d’une grande mosaïque du XIVe siècle représentant un Christ Pantocrator. Autre élément remarquable, la chaire réalisée par Giovanni Pisano entre 1302 et 1311.
- La Tour penchée est en fait le campanile de la cathédrale. Haute de 58 m, elle est composée de huit étages soutenus par des colonnes aveugles en marbre de Carrare. La tour penche depuis les premières années de sa construction, débutée en 1173, en raison d’un affaissement du sol. Elle a été sécurisée par des travaux entre 1990 et 2001. Elle est ouverte à nouveau au public.
- Le Baptistère : édifice circulaire de 110 m de circonférence et coiffé d’un dôme de 55 m de haut, c’est le plus grand baptistère d’Italie. Il fut construit entre le XIIe et le XIVe siècle : par conséquent, si les deux premiers niveaux sont de style roman, les arcades sont gothiques. L’intérieur est réputé pour son acoustique et pour la chaire décorée par Nicola Pisano en 1260.
- Le Camposanto est le cimetière monumental. Il se compose comme un vaste cloître étiré en longueur avec des fenêtres gothiques à quatre baies. Commencé en 1277, il ne fut achevé que deux siècles plus tard. Le centre contient de la Terre sainte ramenée par les croisés. Les nombreuses fresques qui le décoraient ont été endommagées pendant les bombardements de la Seconde Guerre mondiale. Certaines ont été sauvées et restaurées : le Triomphe de la Mort et leurs dessins préparatoires, détachés, sont exposés dans le museo delle sinopie situé en face.

### Autres édifices religieux

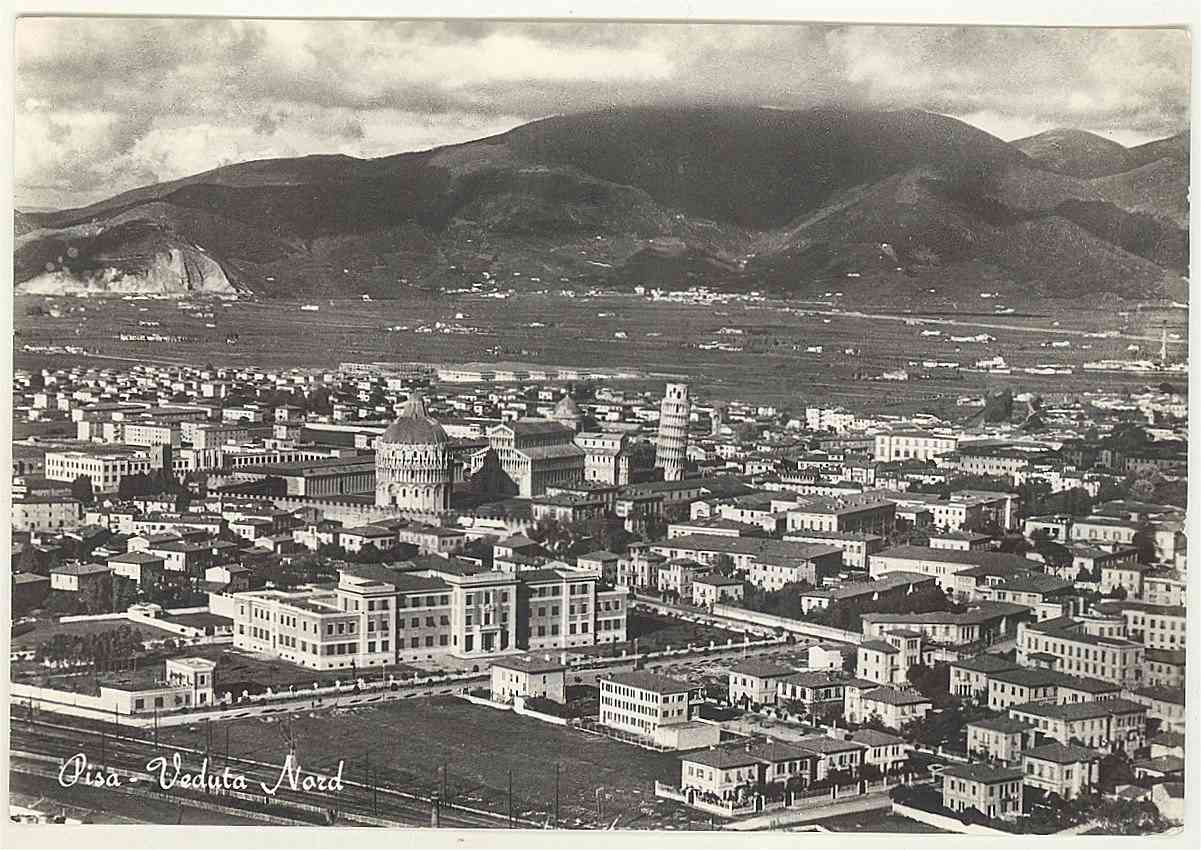
Panorama de Pise en 1957.

- L'église San Paolo a Ripa d'Arno : construite à partir du Xe siècle, elle est agrandie au XIIe siècle sur le modèle du Duomo. Sa façade, à trois niveaux d’arcatures aveugles, fut complétée au début du XIVe siècle par Giovanni Pisano.
- L'église Santa Maria della spina : une toute petite église gothique extrêmement décorée qui fut construite entre 1323 et 1370, pour accueillir une épine de la couronne du Christ. Bâtie sur les rives de l’Arno, elle fut démontée et remontée pierre par pierre à un niveau plus élevé au-dessus du fleuve.
- L’église Santa Caterina d’Alessandria
- L’église San Francesco : construite à la fin du XIIIe siècle et dotée d’une sobre façade en marbre du XVIIe siècle.
- L’église San Frediano
- L’église San Zeno
- L'église San Sepolcro, qui renferme le tombeau de Marie Mancini.
- L'église Santo Stefano : construite par Vasari en 1569, sa façade est réalisée en marbre blanc de Carrare.
- La synagogue

### Édifices civils ou militaires
- Le palazzo della Carovana : construit par Vasari entre 1562 et 1567, à l'emplacement d'un palais médiéval. Sa façade incurvée est remarquable pour sa décoration en graffiti. C'est aujourd'hui le siège de la Scuola Normale Superiore.
- Le palazzo dell'Orologio : c'est un ancien édifice médiéval, où résidait le capitaine du peuple. Transformé au XVIIe siècle, il inclut l'ancienne Torre della Fame (Tour de la Faim) où fut enfermé le comte Ugolino della Gherardesca, le commandant de la flotte pisane qui avait perdu la bataille de la Meloria, qui y mourut de faim.
- Le palais des Médicis, construit aux XIIIe et XIVe siècles, est le siège de la préfecture.
- Le palais Agostini : palais gothique en brique rouge du XVe siècle. Il abrite le caffè dell'Ussero, fondé en 1775, très fréquenté par les écrivains du XIXe siècle, et le cinéma Lumière.
- Le palais Gambacorti : l'hôtel de ville.
- La Torre del Campano, une tour médiévale du XIIIe siècle.
- La Torre de Cantone, une tour médiévale du XIIIe siècle.
- La tour Lanfreducci dans la cour du Palais Lanfreducci
- Le Palazzo Pretorio du XIXe siècle, reconstruit après 1945;
- Le palais archiépiscopal
- Les anciens murs de Pise
- L'ancienne citadelle de Pise et la Tour Guelfe : elle fut construite par les Florentins en 1406. Détruite en 1944, elle a été reconstruite en 1956.
- La nouvelle citadelle de Pise.
- Le palais Bleu (palais bleu), devenu un centre d'expositions et un musée.
- La gare centrale de Pise.

### Places et sites intéressants

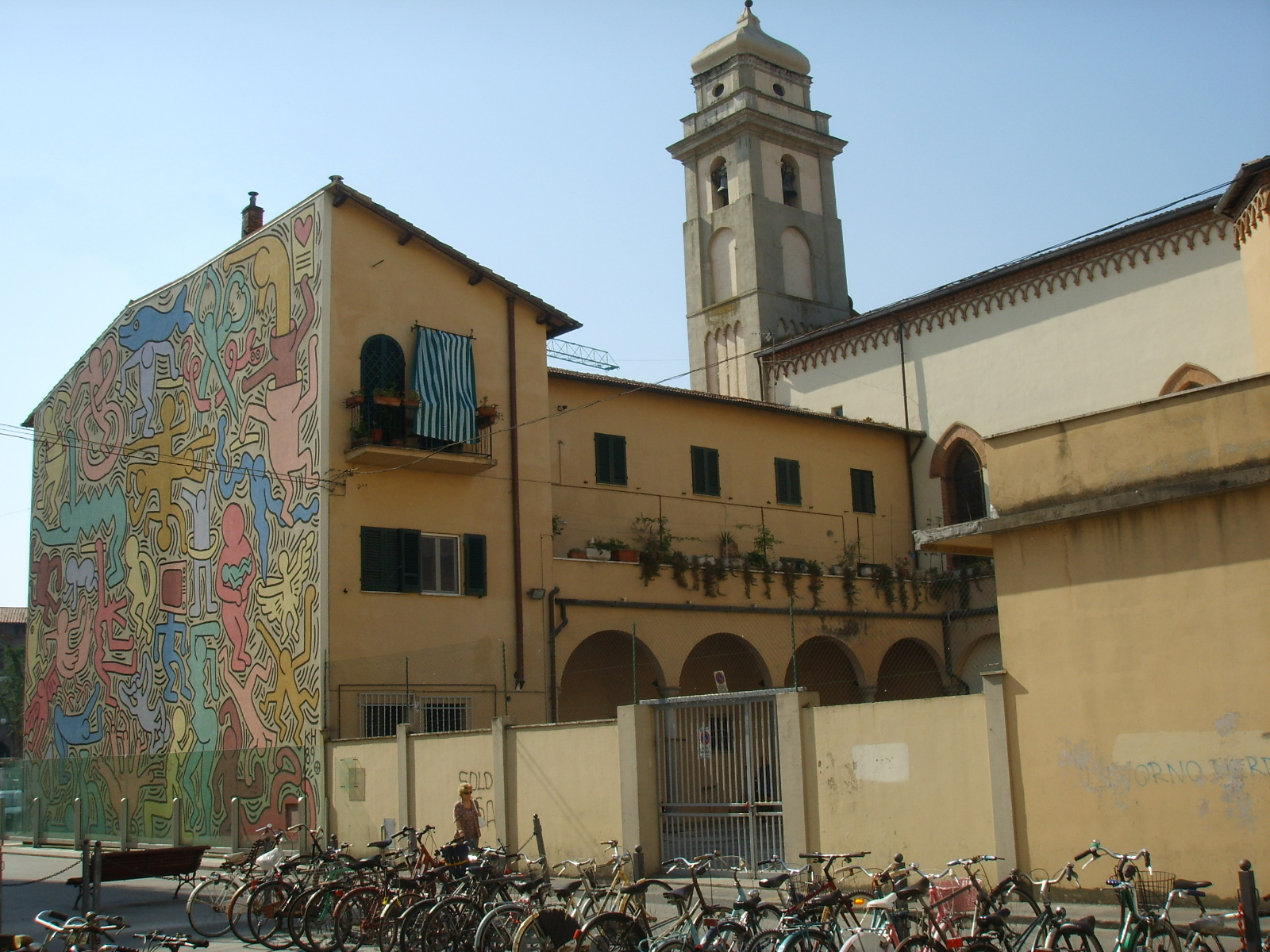
Le Tuttomondo par Keith Haring.

- La Piazza dei Cavalieri (La Place des Cavaliers) était le cœur politique de Pise au Moyen Âge. Elle a été profondément remaniée sous l'impulsion de Cosme Ier de Médicis, qui a chargé son célèbre architecte Vasari de construire des édifices pour accueillir l'ordre des Chevaliers de Saint-Étienne (cavalieri di Santo Stefano). Elle accueille le palazzo della Carovana, le palazzo dell'Orologio, l'église Santo Stefano ou encore le collegio Puteano.
- La piazza delle Vettovaglie : reconstruite sous les Médicis, elle accueille le marché horticole.
- La piazza Garibaldi, avec les logge di Banchi et le Casino dei Nobili du XVIIIe siècle.
- Le Borgo Stretto : la principale rue du cœur médiéval de Pise, caractérisée par ses arcades.
- Le Tuttomondo : grande fresque murale réalisé par Keith Haring en 1989 sur un mur extérieur de l'église Sant'Antonio Abate.

### Musées
- Domus Galilaeana
- Musée des bateaux antiques de Pise
- Museo dell'Opera del Duomo
- Jardin botanique de Pise
- Palais Bleu
- Museo nazionale di palazzo Reale
- Musée national San Matteo
- Museo delle sinopie
- Museo nazionale degli strumenti per il calcolo
- Musée d'histoire naturelle de l'université de Pise

## Personnalités liées à la ville

### Natifs de Pise
- Leonardo Fibonacci, Leonardo Pisano (Léonard de Pise) : Leonardo Bigollo ou Leonardo Guilielmi, mathématicien de la célèbre suite (Pise ~ 1170 - ~ 1250)
- Nicola Pisano : architecte et sculpteur (Pise 1220 -1278)
- Giovanni Pisano : sculpteur et architecte (Pise 1248 - 1317)
- Marie Mancini : religieuse dominicaine (Pise, 1355 - 1431)
- Pisanello : peintre, médailliste et miniaturiste (Pise 1380 - Rome 1455)
- Aurelio Lomi : peintre (Pise, 1556 - 1622)
- Galileo Galilei : physicien et astronome (Pise 1564 - Florence 1642)
- Antonio Brunelli : compositeur (Pise 1577 - Pise 1630)
- Paolo Savi : géologue, ornithologue et entomologiste (Pise 1798 - Pise 1871)
- Antonio Pacinotti : physicien italien (Pise 1841 - Pise 1912)
- Gilberto (Gillo) Pontecorvo : réalisateur, scénariste et acteur de cinéma (Pise 1919 - Rome 2006)
- Antonio Tabucchi : écrivain, traducteur et passeur de l'œuvre de Fernando Pessoa, du portugais à l'italien (Pise 1943 - Lisbonne 2012)
- Enrico Letta : homme d'État, homme d'État italien, président du Conseil des ministres, né en 1966
- Fabio Lione : chanteur du groupe Rhapsody of Fire, né en 1973
- Francesco Motta : musicien (Pise 1986)
- Giorgio Chiellini : footballeur international
- Tuono Pettinato : dessinateur de bande dessinée italien (Pise 1976 - 2021)
- Chiara Frugoni : médiéviste italienne (Pise 1940 - Pise 2022)

### Résidents
- Enrico Fermi : physicien et lauréat au prix Nobel de physique 1938
- Carlo Rubbia : physicien et lauréat au prix Nobel de physique 1984
- Giosuè Carducci : poète et lauréat au prix Nobel de littérature 1906
- Giovanni Gronchi : homme politique, ancien président de la République italienne
- Giovanni Gentile : philosophe et homme politique
- Selon la légende c'est au sommet de la tour de Pise que Galilée aurait testé sa loi de la chute des corps et c'est en regardant les chandeliers de la cathédrale qu'il aurait eu ses premières intuitions sur la dynamique, à l'âge de 19 ans, mais son expérience fut tout autre pour sa loi sur la chute des corps (technique du pan incliné).

## Administration
| Période                                  | Période  | Identité              | Étiquette | Qualité |
| ---------------------------------------- | -------- | --------------------- | --------- | ------- |
| 1944                                     | 1951     | Italo Bargagna        | PCI       |         |
| 1951                                     | 1956     | Renato Pagni          | DC        |         |
| 1956                                     | 1956     | Italo Pellegrini      | DC        |         |
| 1956                                     | 1958     | Vittorio Galluzzi     | PSI       |         |
| 1958                                     | 1960     | Renato Pagni          | DC        |         |
| 1960                                     | 1961     | Vittorio Galluzzi     | PSI       |         |
| 1962                                     | 1964     | Umberto Viale         | DC        |         |
| 1964                                     | 1965     | Renato Pagni          | DC        |         |
| 1967                                     | 1968     | Giulio Battistini     | DC        |         |
| 1968                                     | 1970     | Fausta Giani Cecchini | PSI       |         |
| 1970                                     | 1970     | Franco Gemignani      | DC        |         |
| 1970                                     | 1970     | Fausta Giani Cecchini | PSI       |         |
| 1970                                     | 1971     | Giuseppe Prosperi     | DC        |         |
| 1971                                     | 1971     | Vinicio Bernardini    | PCI       |         |
| 1971                                     | 1971     | Giulio Battistini     | DC        |         |
| 1971                                     | 1976     | Elia Lazzari          | DC        |         |
| 1976                                     | 1983     | Luigi Bulleri         | PCI       |         |
| 1983                                     | 1985     | Vinicio Bernardini    | PCI       |         |
| 1985                                     | 1986     | Oriano Ripoli         | PSI       |         |
| 1986                                     | 1990     | Giacomino Granchi     | PSI       |         |
| 1990                                     | 1994     | Sergio Cortopassi     | PSI       |         |
| 1994                                     | 1998     | Pietro Floriani       | PDS       |         |
| 1998                                     | 2008     | Paolo Fontanelli      | DS        |         |
| 2008                                     | En cours | Marco Filippeschi     | PD        |         |
| Les données manquantes sont à compléter. |          |                       |           |         |

### Quartiers urbains etHameaux
Marina di Pisa, Tirrenia, Calambrone, Barbaricina, Riglione, Oratoio, Putignano, San Piero a Grado, Coltano, Sant'Ermete, Ospedaletto.

### Communes limitrophes
Cascina, Collesalvetti (Livourne), Livourne (Livourne), San Giuliano Terme.

### Jumelages
- Angers (France) depuis 1982
- Acre (Israël) depuis 1988
- Niles (États-Unis) depuis 1991
- Unna (Allemagne) depuis 1996